# Le Petit Nicolas (film)
Le Petit Nicolas este o comedie franceză produsă de Laurent Tirard pe baza scenariului scris de Alain Chabat și Vingneron Grégoire, după o lucrare cu același nume scrisă de René Goscinny și Jean-Jacques Sempé, în care rolul principal este acordat lui Maxime Godart. Filmul a fost produs pentru compania franceză Fidélité Films pentru 22 de milioane de Euro.  Acest film a fost lansat la data de 30 septembrie 2009, atrăgând în fața televizorului pe puțin 5,52 milioane de telespectatori din Franța  și aproximativ 2,02 milioane de telespectatori din străinătate. 

## Povestire
Nicolas, personajul principal al acțiunii, duce o viață liniștită, având părinți care-l iubesc și stând în fiecare zi în preajma unor prieteni cu care se joacă. Așa cum spune și replica sa, acesta nu vrea să schimbe în niciun fel acest lucru. Însă, într-o zi, Nicolas aude o conversație tulburătoare dintre părinții săi, care ar sugera că mama sa este însărcinată. («Et Nicolas? On le garde avec nous?»-Și, pe Nicolas îl păstrăm cu noi?; de fapt, discuția era despre unde va sta Nicolas când domnul Moucheboume va veni la cină).
Micul băiat intră în panică și își imaginează ce e mai rău; acesta crede că fratele său se va naște în curând, așadar, va fi nevoie de mai mult spațiu și că părinții îl vor părăsi în pădure, așa ca în povestea lui Tom Degețel. Pentru a scăpa de o eventuală soartă fatală, Nicolas începe să-și lingușească părinții, încercând să fie indispensabil de aceștia. Însă, în încercarea de a-și face părinții mai fericiți, acesta face, din greșeală, gafe și ajunge chiar să-și strice casa, stârnind, mai degrabă, mânia părinților. Disperat, acesta preferă să schimbe strategia, pentru că, la urma urmei, el a fost primul născut, așadar, nou-născutul va trebui să plece.
În continuare, fără să știe de fapt ce este un gangster, el și prietenii săi caută o astfel de persoană pentru a scăpa de fratele său. Însă, într-un final, Nicolas realizează că nu este în regulă ceea ce face și își reia viața normală. 

## Fișă tehnică
- Titlu original: Le Petit Nicolas
- Realizator: Laurent Tirard
- Asistentul realizatorului: Alan Corno
- Scenariu: Laurent Tirard și Grégoire Vigneron
- Dialoguri: Laurent Tirard, Grégoire Vigneron și Alain Chabat pe baza lucrării lui René Goscinny și Jean-Jacques Sempé
- Consiliul scenariului: Anne Goscinny
- Director de fotografie: Denis Rouden
- Editor: Valérie Deseine
- Fotograf de platou: Thierry Valletoux
- Sunetiști: Ricardo Castro și Paul Heymans
- Mixaj: Thomas Gauder

## Distribuția personajelor

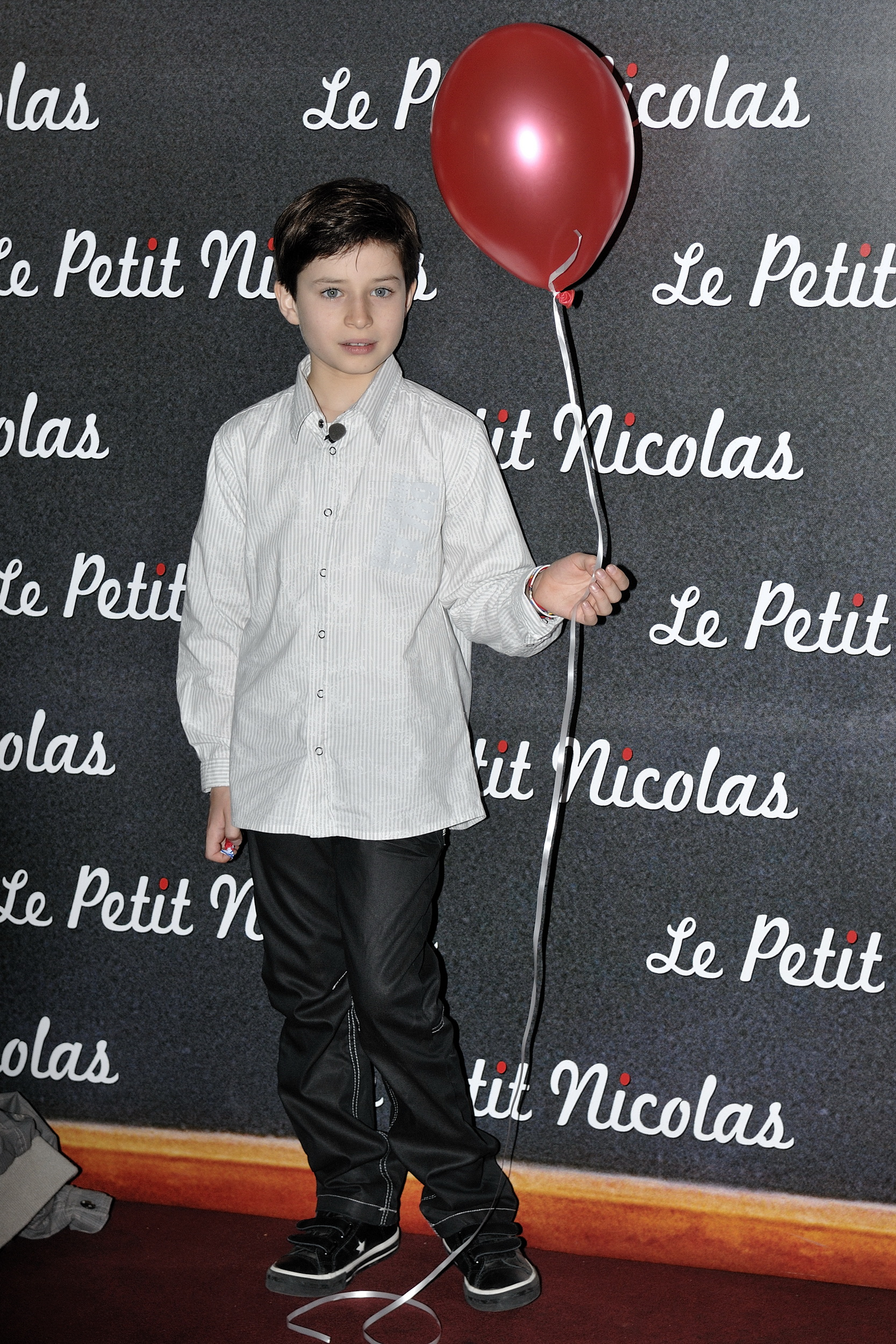
Maxime Godart

- Maxime Godart : Le petit Nicolas (personajul principal-Micul Nicolas)
- Valérie Lemercier : Mama lui Nicolas
- Kad Merad : Tatăl lui Nicolas
- Sandrine Kiberlain : Profesoara
- François-Xavier Demaison : Dl. Dubon (« Bouillon », supraveghetorul școlii)
- Daniel Prévost : Dl. Moucheboume, patronul tatălui lui Nicolas
- Victor Carles : Clotaire, cel din fundul clasei
- Damien Ferdel : Agnan, ( « turnătorul » sau « gândacul de bucătărie ») este premierul clasei
- Vincent Claude : Alceste, cel gras
- Michel Duchaussoy : Directorul școlii
- Michel Galabru : ministrul ce a vizitat școala
- Anémone : Dna. Navarrin, suplinitoarea
- Charles Vaillant : Geoffroy, fiul unor bogătași
- Benjamin Averty : Eudes
- Germain Petit Damico : Rufus, fiul ofițerului de poliție
- Virgile Tirard : Joachim
- François Damiens : Dnul. Blédur, vecinul
- Serge Riaboukine : Francis Leborgne, mecanicul
- Louise Bourgoin : florăreasa
- Nathalie Cerda : Dna. Moucheboume
- Éric Berger : majordomul lui Geoffroy
- Jean-Michel Lahmi : gangsterul care a ieșit de la închisoare
- Gérard Jugnot : Clément Mathieu, șeful corului
- Elisa Heusch : Marie-Edwige, prietena lui Nicolas
- Alain Sachs : medicul școlii
- Renaud Rutten : personajul ce dădea lecții de șofat

## Producția

### Proiect
Producătorii companiei Fidelity Films, Marc Missonnier și Olivier Delbosc au făcut apel la Laurent Tirard și i-au prezentat proiectul lor de a adapta într-un film opera literară Le Petit Nicolas scrisă de către René Goscinny și Jean-Jacques Sempé în anul 1959. Acesta a acceptat întocmai:

« Il m’est cependant apparu comme une évidence. J’ai grandi avec Le Petit Nicolas. Je l’ai lu lorsque j’étais adolescent. Cette œuvre me correspond et me parle. J’ai immédiatement su à quoi ressemblerait le film. » (Mi se pare evident. Am crescut cu Le Petit Nicolas. Am citit-o când eram adolescent. Această carte mă reprezintă și vorbește cu mine. Am știut imediat cum ar arăta filmul.)
-Laurent Tirard 

### Scenariul
Laurent Tirard,  Grégoire Vigneron, împreună cu colegul său, a scris scenariul filmului cu puțin ajutor din partea lui Alain Chabat la dialoguri, situații și alte idei mici.  Și Anne Goscinny, fiica lui René Goscinny, a fost, de asemenea, implicată:

« Ma passion pour cette œuvre m’impose le devoir de faire en sorte – mais c’est aussi ma fonction – que cette adaptation soit la plus réussie possible. Je n’avais pas le droit de laisser passer quelque chose qui m’aurait paru ne pas convenir. Et puis j’ai eu l’énorme chance d’avoir en face de moi Laurent Tirard et Grégoire Vigneron, qui ont toujours été à l’écoute, ouverts à la discussion et avec qui cela a été un plaisir de travailler. J’ai aussi eu grand plaisir à échanger avec Alain Chabat quand il est intervenu. » (Pasiunea mea pentru poveste mă obligă să mă implic-dar este, de asemenea, datoria mea-și că acest lucru este posibil. Am avut și marea șansă de a lucra cu Laurent Tirard și Vigneron Grégoire, cu care a fost o plăcere să lucrezi. Am fost, de asemenea, bucuroși, să lucrăm și cu Alain Chabat, care a intervenit).
-Anne Goscinny